# Джонсон-Сити (Техас)
Джонсон-Сити (англ. Johnson City) — город в штате Техас (США), расположенный примерно в 55 км западнее Остина и в 85 км севернее Сан-Антонио. Джонсон-Сити является окружным центром округа Бланко. Согласно Бюро переписи населения США, по переписи 2010 года население Джонсон-Сити составляло 1656 человек.

## История

Расположение Джонсон-Сити в округе Бланко, а также округа Бланко в штате Техас

В 1878 году на месте нынешнего Джонсон-Сити было открыто почтовое отделение. Место для будущего города было выделено из земельных владений к югу от реки Педерналес, принадлежавших Джеймсу Полку Джонсону (James Polk Johnson), в честь которого город и получил своё имя.
В 1879 году было организовано голосование о переносе в Джонсон-Сити центра округа Бланко, но для этого не хватило голосов. Тем временем, город продолжал расти и развиваться, и в 1890 году было проведено другое голосование, в результате которого было решено перенести центр округа в Джонсон-Сити.
В сентябре 1913 года в Джонсон-Сити переехала семья Сэма Или Джонсона-младшего (Sam Ealy Johnson, Jr) и Ребеки Бэйнс Джонсон (Rebekah Baines Johnson), чей старший сын, Линдон Бэйнс Джонсон (которому на момент переезда было пять лет), впоследствии стал 36-м президентом США. Дом, в котором он рос (Lyndon B. Johnson Boyhood Home), сохранился до сих пор — он входит в состав Национального исторического парка Линдона Джонсона и является одной из достопримечательностей города.

## Население
Согласно переписи населения 2010 года, в Джонсон-Сити проживали 1656 человек, включая 645 домашних хозяйств.
Расовый состав:
- 86,4 % белых
- 0,8 % чёрных и афроамериканцев
- 1,0 % коренных американцев
- 0,2 % азиатов
- 9,9 % других рас
- 1,6 % принадлежащих к двум или более расам

Доля латиноамериканцев и испаноязычных жителей любых рас составила 24,1 %.
Возрастное распределение: 26,9 % младше 18 лет (из них 3,2 % младше 5 лет), 56,2 % от 18 до 64 лет, и 16,9 % возраста 65 лет и старше. Средний возраст — 39,6 лет. На каждые 100 женщин было 97,8 мужчин (то есть 50,5 % женщин и 49,5 % мужчин).

## География
Джонсон-Сити расположен в Техасском холмогорье, примерно в 55 км западнее Остина и в 85 км севернее Сан-Антонио. У северной оконечности города протекает река Педерналес, на которой стоит плотина, образующая искусственное озеро Джонсон-Сити (англ. Lake Johnson City).

## Климат
Согласно классификации климатов Кёппена, климат Джонсон-Сити относится к типу Cfa — влажный субтропический климат.
| Показатель                    | Янв.  | Фев.  | Март  | Апр. | Май  | Июнь | Июль | Авг. | Сен. | Окт. | Нояб. | Дек.  | Год   |
| ----------------------------- | ----- | ----- | ----- | ---- | ---- | ---- | ---- | ---- | ---- | ---- | ----- | ----- | ----- |
| Абсолютный максимум, °C       | 31,7  | 37,8  | 38,9  | 38,3 | 38,9 | 43,3 | 42,2 | 41,7 | 43,3 | 36,7 | 33,9  | 31,7  | 43,3  |
| Средний максимум, °C          | 16,1  | 17,6  | 21,8  | 26,2 | 29,6 | 32,9 | 34,9 | 34,9 | 31,6 | 26,8 | 21,5  | 16,9  | 25,9  |
| Средняя температура, °C       | 8,8   | 10,5  | 14,8  | 19,2 | 23,2 | 26,6 | 28,3 | 28,0 | 24,7 | 19,6 | 14,4  | 9,7   | 19,0  |
| Средний минимум, °C           | 1,6   | 3,3   | 7,8   | 12,2 | 16,9 | 20,4 | 21,6 | 21,2 | 17,9 | 12,4 | 7,2   | 2,3   | 12,1  |
| Абсолютный минимум, °C        | −13,9 | −16,1 | −10,6 | −2,8 | 2,2  | 10,0 | 13,3 | 11,7 | 2,8  | −5,6 | −8,3  | −17,2 | −17,2 |
| Норма осадков, мм             | 53    | 56    | 69    | 58   | 102  | 102  | 61   | 51   | 84   | 99   | 79    | 51    | 863   |
| Источник: www.weatherbase.com |       |       |       |      |      |      |      |      |      |      |       |       |       |

## Образование
Школы города принадлежат Независимому школьному округу Джонсон-Сити (англ. Johnson City Independent School District).

## Транспорт
- Автомобильное сообщение
  - Основные автомобильные дороги, пересекающие Джонсон-Сити:
    -  US 281 (англ. US Highway 281) подходит к Джонсон-Сити с севера (со стороны Марбл-Фолс[англ.]) и продолжается на юг, в сторону Бланко[англ.] и Сан-Антонио.
    -  US 290 (англ. US Highway 290) подходит к Джонсон-Сити с запада (со стороны Фредериксберга), затем, сливаясь с US 281, поворачивает на юг, а затем продолжается на восток, в сторону Остина.

## Фотогалерея
|  |  |  |  |